# 女性生理用品
女性生理用品，是指女性生理周期期间需要用到的个人护理用品，如卫生棉、卫生棉条、有特定功能的内裤以及相关的洗液、药品等等都算作女性生理用品，其主要目的是保护在经期的女性，避免感到不适以及防止受到细菌感染。